# Susanne Prediger
Susanne Prediger  (* 11. Juni 1971 in Kassel) ist eine deutsche Mathematikerin, Mathematikdidaktikerin und Hochschullehrerin. Sie ist seit 2006 Professorin an der Technischen Universität Dortmund. Seit 2020 ist sie Mitglied der Ständigen Wissenschaftlichen Kommission der Kultusministerkonferenz.

## Leben und Forschung
Prediger studierte von 1990 bis 1996 Mathematik, Geschichte und Sozialkunde für das gymnasiale Lehramt an der Technischen Hochschule Darmstadt. Von 1996 bis 2002 war sie wissenschaftliche Mitarbeiterin in der Arbeitsgruppe Fachdidaktik am Fachbereich Mathematik an der Technischen Universität Darmstadt und promovierte 1998 in Mathematik mit der Dissertation Kontextuelle Urteilslogik mit Begriffsgraphen. Ein Beitrag zur Restrukturierung der mathematischen Logik. Von 2001 bis 2002 unterrichtete sie an der Freien Comenius Schule Darmstadt. Von 2002 bis 2006 war sie Juniorprofessorin für Didaktik der Mathematik der Sekundarstufe am Fachbereich Mathematik/Informatik der Universität Bremen. Von 2004 bis 2006 unterrichtete sie an der Gesamtschule Mitte in Bremen.
An der Universität Klagenfurt erwarb sie mit der Habilitationsschrift Mathematiklernen als interkulturelles Lernen. Mathematikphilosophische, deskriptive und präskriptive Betrachtungen die Lehrberechtigung. Danach lehrte sie als Professorin Mathematikdidaktik am Institut für Entwicklung und Erforschung des Mathematikunterrichts der Technischen Universität Dortmund. Seit 2017 ist sie Vize-Direktorin des Deutschen Zentrums für Lehrkräftebildung Mathematik (DZLM), seit 2021 die Direktorin des Zentrums, das zum Leibniz-Institut IPN Kiel gehört. Von 2004 bis 2011 gab sie die Zeitschrift Praxis der Mathematik in der Schule heraus. Seit 2022 ist sie leitende Mitherausgeberin der international herausragenden Zeitschrift Educational Studies in Mathematics, ferner gibt sie die fächerverbindende RISTAL – Research in Subject-matter Teaching and Learning mit heraus.

## Auszeichnungen
- 2001: Wissenschaftspreis der TU Darmstadt für hervorragende wissenschaftliche Leistungen in der Forschung
- 2005: Berninghausenpreis für ausgezeichnete Lehre und ihre Innovation an der Universität Bremen
- 2014: Förderpreis Lehrerausbildung Ruhr für „Innovative Lehrkonzepte im Studiengang Master of Education“
- 2018: Auszeichnung als Schulbuch des Jahres für die Mathewerkstatt (hrsg. von Barzel, Hußmann, Leuders, Prediger)
- 2019: Polytechnik-Preis für exzellente innovative fachdidaktische Unterrichtskonzepte zum Umgang mit Diversität für das SiMa-Unterrichts- und Fortbildungskonzept „Sprachbildung im Mathematikunterricht“

## Mitgliedschaften
- Deutsches Zentrum für Lehrkräftebildung Mathematik
- Gesellschaft für Didaktik der Mathematik